# Oedibasis platycarpa
Oedibasis platycarpa là một loài thực vật có hoa trong họ Hoa tán. Loài này được Koso-Pol. mô tả khoa học đầu tiên.